# Wilhelm Heckel GmbH

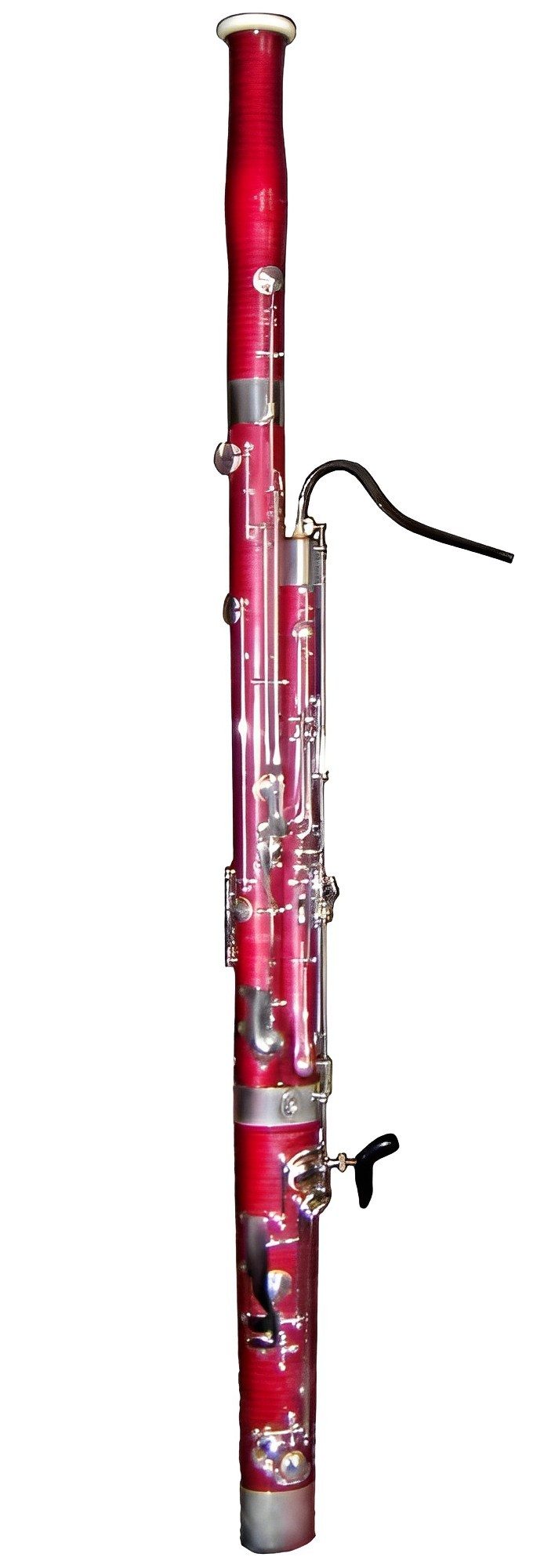
Fagot fabricado por Wilhelm Heckel GmbH.

Wilhelm Heckel GmbH es uno de los talleres de confección de instrumentos de viento-madera más antiguos de Alemania. Tiene su sede en Wiesbaden y es conocido por su producción de fagotes, considerados de los mejores que se pueden encontrar hoy en día. También produce heckelfones, contrafagotes. En el pasado producía oboes, heckelfón pícolo y Heckel-clarinas.
La compañía fue fundada en 1831 por el luthier Johann Adam Heckel. Sigue siendo un negocio familiar.